# ブクブク
ブクブク（原題 ドイツ語: Land Unter）とは2001年にアミーゴ社が発売したカードゲーム。デザイナーはシュテファン・ドラ。森のカッコウのリメイク作。

## ゲームの概要
トリックテイキングゲームに分類される。
- プレイ人数は3～5人。
- 対象年齢は10歳以上。
- プレイ時間は約30分。

## セットの内容
- 灯台カード：1～12までの数字が振られている。
- 天候カード：1～60までの数字が振られている。
- 浮き輪カード：得点カード。

## ゲームの準備
1人につき12枚の天候カードを配り、カードに描かれた浮き輪マークの数だけ浮き輪カードを得る。

## ゲームの進行
1. 伏せてある灯台カードを2枚、表にする。
2. プレイヤーは手札の天候カードを1枚選び、手元に伏せて置き、全員が同時に伏せたカードを表にする。
3. 最も大きい数字の天候カードを表にしたプレイヤーが数字の小さい灯台カードを受け取り、次に大きい数字の天候カードを表にしたプレイヤーが数字の大きい灯台カードを受け取る。既に受け取った灯台カードがある場合には上に重ねて置く。
4. 手元の灯台カードの数字を比べ、最も数字の大きいプレイヤーはペナルティとして浮き輪カードを1枚裏返す。
5. 1.～4.の手順を手札がなくなるまで、あるいは脱落していないプレイヤーが1人になるまで繰り返す。
6. 表のままの浮き輪カードの枚数を得点として記録する。脱落したプレイヤーは-1点となり、一回もペナルティを受けていないプレイヤーにはさらに+1点の得点を得る。
7. 12枚の天候カードと浮き輪カードをまとめて左隣のプレイヤーに渡す。脱落したプレイヤーはここで復帰する。
8. 1.～7.をプレイヤー人数分繰り返す。

### ゲームからの脱落
浮き輪カードが全て裏返り、さらにペナルティを受けた場合、ゲームから脱落する。脱落した場合は得点が-1となり、復帰するまでゲームに参加できない。

## 勝者
得点が最も高いプレイヤーが勝者となる。